# 雷格尼茨洛绍
雷格尼茨洛绍是德国巴伐利亚州的一个市镇。总面积39.90平方公里，总人口2464人，其中男性1216人，女性1248人（2011年12月31日），人口密度62人/平方公里。